# Winnie Arendsen de Wolff

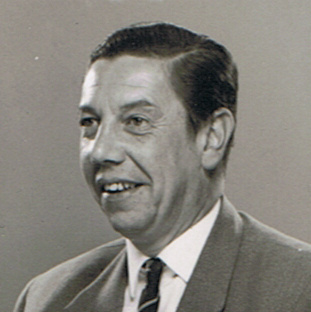
Winnie Arendsen de Wolff

Willem Goswin Karel "Winnie" Arendsen de Wolff (Mojokerto, 22 april 1919 - Hattem, 20 november 1987) ontsnapte tijdens de bezetting vanuit Nederland naar Engeland en werd als Engelandvaarder tijdens de oorlog ingezet als Air Observation Pilot. Na de oorlog maakte hij carrière in de (internationale) verzekeringswereld.

## Levensloop
Arendsen de Wolff bracht zijn jeugd door in Den Haag. Na de lagere school behaalde hij in 1938 het eindexamen Gymnasium β aan het Nederlandsch Lyceum. Vervolgens ging hij in militaire dienst. In 1939 begon hij aan zijn rechtenstudie aan de Leidse Universiteit.
Kort voor de oorlog uitbrak, werd Arendsen de Wolff gemobiliseerd en gelegerd op de Grebbeberg. In mei 1940 vocht hij daar tegen het oprukkende Duitse leger. Na de capitulatie hervatte hij zijn rechtenstudie.
In februari 1942 vertrok hij met twee vrienden naar Londen. Zijn reis voerde eerst naar Zwitserland, waar hij tijdelijk in een werkkamp aan het meer van Genève mocht helpen moerassen droog te leggen. Vandaar reisde hij naar de Pyreneeën. Zijn eerste overtocht mislukte. Dankzij Joop Kolkman kreeg hij een nieuw paspoort. Daarna lukte de overtocht wel en bereikte hij Madrid, waar hij contact opnam met de ambassade. Vanuit Lissabon kon hij met een Engels vliegtuig begin september 1942 naar Engeland gaan. Hij werd daar al spoedig opgevangen door bekenden als Louis d'Aulnis, Erik Hazelhoff Roelfzema, Chris Krediet en andere voormalige studenten.

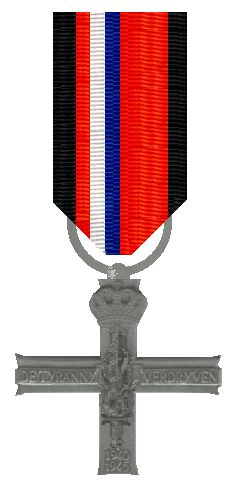
Verzetsherdenkingskruis

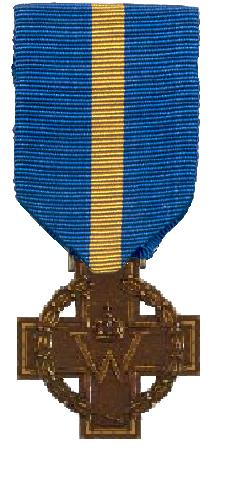
Kruis van Verdienste

Op voorspraak van prins Bernhard kreeg hij als enige buitenlander een speciale opleiding tot Air Connaissance Aircraft Pilot. Hij slaagde als 2de beste. Na zijn brevet begeleidde hij tijdens en na de invasie de geallieerde troepen vanuit de lucht: hij gaf de coördinaten door waarmee de artillerie de Duitse posities met precisie kon beschieten. Na terugkeer in Nederland gaf hij enige tijd instructie toen op de vliegbasis Gilze een dergelijke eenheid werd opgericht.
Na de val van Antwerpen werd Arendsen de Wolff resp. gedetacheerd bij de Intelligence Services van de 2nd Canadian Army en het Engelse 2IUADL. Van dit laatste onderdeel maakte ook de (later naar de Russen overgelopen) spion George Blake deel uit.

### Na de oorlog
In 1945 trouwde Arendsen de Wolff met Else Exalto die actief was geweest in het verzet. Zij kregen twee kinderen.
Aanvankelijk werkte hij als liaison officer bij USIS (United States Information Office), onderdeel van de Amerikaanse ambassade te Den Haag. In 1948 maakte hij zijn rechtenstudie af. In 1949 trad hij in dienst bij de Rotterdamse firma Hudig & Co, makelaars in Assurantiën waar hij in 1970 tot firmant werd benoemd van de fusiecombinatie Hudig-Langeveldt (thans onderdeel van AON). In 1981 ging hij met pensioen. In 1987 overleed hij.
Ook werd hij instructeur in Nederland toen daar ook een 'spotter'opleiding werd opgericht.
Hij was verder actief met sport en op bestuurlijk vlak. Ook nadat hij was gestopt met voetbal en cricket bleef Arendsen de Wolff nog jaren lid van HVV en HCC te Den Haag. Als actief cricketer was hij tevens lid van het exclusieve Cricket Touring Club de Flamingo's. Ook was hij redactielid van het gedenkboek 'Eeuwboek Haagsche Cricket Club 1878-1878'. Hij stapte later over op golf en was lid van de toenmalige  Rotterdamse Golf Club in Kralingen en van de Hattemse Golf & Country Club.
Arendsen de Wolff was jarenlang actief in het verenigingsleven en vervulde daarin ook bestuursfuncties. Zo was hij enige jaren voorzitter van de Koninklijke Nederlandse Cricket Bond en de Rotterdamse Golf Club. Hij was ook voorzitter van de Commissie Senioren van de Nederlandse Golf Federatie en heeft een grote bijdrage geleverd aan de organisatie van de Landelijke Senioren Golfweek op de Rosendaelsche Golfclub.
Vanwege zijn vele Engelse connecties werd hij uitgenodigd voor het lidmaatschap van de MCC (Marylebone Cricket Club met homeground Lords te Londen).

## Onderscheiden
- Kruis van Verdienste[5]
- Verzetsherdenkingskruis